# Крижевица
Крижевица је лијева притока ријеке Дрине. Крижевиоца настаје од мањих водених токова на подручју општине Сребреница, док мањим дијелом тока протиче кроз опшину Братунац У ријеку Дрину се улива на мјесту Крива Дрина код насеља Раковац у општини Братунац. Тече правцем југозапад – сјевероисток. Њено првобитно име је било Кижевица, због геолошке (рудоносне) особине подручја на којем настаје. Садашње име потиче од њемачке ријечи „Kiespirit“ – пјешчани пирит.